# Emmotllament per transferència

Emmotllament per transferència

L'emmotllament per transferència (TM), com l'emmotllament per compressió, és un procés on es mesura la quantitat d'emmotllament (generalment en un plàstic termoestable) i s'insereix abans de l'emmotllament que es porta a terme. El material d'emmotllament s'escalfa prèviament i es carreguen en una cambra coneguda com olla, i s'empra un pistó per forçar el material a través de canals coneguts com a abeuradors i d'un sistema de guies en les cavitats del motlle. El motlle roman tancat, ja que el material s'insereix i s'obre per alliberar la part de l'abeurador i del corredor. Les parets del motlle s'escalfen a una temperatura per sobre del punt de fusió del material del motlle, el que permet un flux més ràpid de material a través de les cavitats.
L'emmotllament per transferència és una operació automatitzada que combina la compressió, peces de fosa, i els processos d'emmotllament per transferència. Aquesta combinació té un bon acabat superficial, estabilitat dimensional i propietats mecàniques obtingudes en l'emmotllament per compressió i la capacitat d'automatització d'alt i baix cost d'emmotllament per injecció i emmotllament per transferència. L'emmotllament per transferència està tenint un "pistó i el cilindre" -com el dispositiu integrat en el motlle perquè la goma es va ruixar a la cavitat a través de petits forats. Un tros de cautxú no curat està situat en una part del motlle de transferència de trucada l'"olla". El motlle es tanca i la pressió hidràulica del cautxú o el plàstic és forçat a través d'un petit forat (la "porta") a la cavitat. El motlle es manté tancat, mentre que el plàstic o la cura de goma. L'èmbol s'aixeca i la "plataforma de transferència de" material pot ser remogut i rebutjat. El motlle de transferència s'obre i la peça es pot treure. Pot ser necessari retallar el flaix i la porta. Un altre punt clau és que una quantitat prèviament mesurada de termo-plàstic en pols, en forma prèvia, i fins i tot en forma granular es pot posar a la cambra d'escalfament.
Els motlles de la compressió i de l'emmotllament per transferència romandran tancats fins que la reacció de curat dins del material s'hagi completat. Els expulsors se solen incorporar en el disseny de l'eina de modelatge i s'utilitzen per empènyer la peça del motlle una vegada que s'ha endurit. Aquest tipus d'emmotllament és ideal per a la producció de grans tirades, ja que té cicles curts de producció. L'emmotllament per transferència, a diferència de l'emmotllament per compressió, utilitza un motlle tancat, de manera que petites toleràncies i les parts més complexes es poden aconseguir. El cost fix de les eines d'emmotllament per transferència és més gran que en l'emmotllament per compressió i tots dos mètodes produeixen materials de rebuig, ja sigui memòria flash o el material que queda a l'abeurador i els corredors. L'emmotllament per transferència és el procés més car.
El procediment d'emmotllament per transferència (TM) (o l'emmotllament per transferència de resina, RTM) es diferencia de l'emmotllament per compressió en què, en TM de la resina s'introdueix en el motlle (o eina), que conté les capes de fibres o una pre-forma, mentre que en pre-impregnats emmotllament per compressió o compostos d'emmotllament estan en el motlle que s'escalfa i la pressió s'aplica. No hi ha més pressió s'aplica al TM.
En RTM de la resina s'injecta en un motlle que conté les fibres, a partir d'un homogeneïtzador a baixa pressió. El motlle es pot fer a partir de compostos dels cicles de baixa producció o amb alumini o acer per a una major producció. Les diferències entre els dos tipus és que el metall té una millor transferència de calor, per tant, menors temps de cicle, de metall duren més i es deforma menys, però a un cost major. El principal problema amb aquesta via de producció és que l'aire pot quedar atrapat en el motlle i per tant, un mètode ha de ser incorporada per permetre que aquest aire s'escapi. Una sèrie de solucions als problemes existents entre elles l'ampliació d'un nivell de reforç fora de la cavitat (amb una pèrdua de resina 25%), reixetes de ventilació adequats i creant un buit en el motlle (que també millora la qualitat). Les estructures més grans, millors propietats (menys moviment de les fibres), una major flexibilitat de disseny i baix cost són alguns dels avantatges d'aquest procés té més d'emmotllament per compressió, degut principalment a la injecció a baixa pressió. Altres beneficis inclouen la fabricació ràpida, no la mà d'obra intensiva capacitat, per variar fàcilment o reforços inclouen nuclis com l'escuma i produir productes de baixa qualitat i alt.
En la indústria de semiconductors s'empra generalment a causa de l'alta precisió de les eines emmotllament per transferència i el temps de cicle baix del procés. L'emmotllament per transferència és àmpliament utilitzat per tancar o encapsular elements com ara bobines, circuits integrats, clavilles, connectors i altres components.